# Sainte-Ode
Sainte-Ode (en való Sinte-Oude) és un municipi belga de la província de Luxemburg a la regió valona. L'1 de gener del 2024 tenia 2.708 habitants.

## Localitats
El municipi es divideix en tres seccions: 
- Amberloup: Aviscourt, Fosset, Herbaimont, Ménil, Sprimont, Tonny
- Lavacherie: Le Jardin
- Tillet: Acul, Beauplateau, Chisogne, Gérimont, Houmont, Hubermont, Laval, Magerotte, Magery, Pinsamont, Rechrival, Renaumont